# Supercoupe d'Asie de football
La Supercoupe d'Asie de football est une compétition de football qui opposait chaque année (de 1995 à 2002) les vainqueurs de la Coupe d'Asie des clubs champions et de la Coupe d'Asie des vainqueurs de coupes, à la manière de la Supercoupe de l'UEFA.

## Palmarès par edition
| Année | Vainqueur                         | Finaliste                             | Score                   |
| 1995  | Yokohama F. Marinos ( Japon)      | Thai Farmers Bank ( Thaïlande)        | 3-2 ; 1-1 *             |
| 1996  | Ilhwa Chunma ( Corée du Sud)      | Shonan Bellmare ( Japon)              | 5-3 * ;1-0              |
| 1997  | Al Hilal Riyad ( Arabie saoudite) | Pohang Steelers ( Corée du Sud)       | 1-0 * ,1-1              |
| 1998  | Al Nasr Riyad ( Arabie saoudite)  | Pohang Steelers ( Corée du Sud)       | 0-0,1-1 *               |
| 1999  | Júbilo Iwata ( Japon)             | Al Ittihad Djeddah ( Arabie saoudite) | 1-0 * ,1-2              |
| 2000  | Al Hilal Riyad ( Arabie saoudite) | Shimizu S-Pulse ( Japon)              | 1-1 , 2-1 *             |
| 2001  | Samsung Bluewings ( Corée du Sud) | Al Shabab Riyad ( Arabie saoudite)    | 2-2 * ,2-1              |
| 2002  | Samsung Bluewings ( Corée du Sud) | Al Hilal Riyad ( Arabie saoudite)     | 1-0 * ,0-1 (4-2 t.a.b.) |

 *  : match aller

## Palmarès par Clubs
| Club                  | Victoire(s) | Perdueé(s) |
| Al Hilal Riyad        | 2           | 1          |
| Samsung Bluewings     | 2           | 0          |
| Yokohama F·Marinos    | 1           | 0          |
| Seongnam Ilhwa Chunma | 1           | 0          |
| Al Nasr Riyad         | 1           | 0          |
| Júbilo Iwata          | 1           | 0          |
| Pohang Steelers       | 0           | 2          |
| Thai Farmers Bank     | 0           | 1          |
| Shonan Bellmare       | 0           | 1          |
| Al Ittihad Djeddah    | 0           | 1          |
| Shimizu S-Pulse       | 0           | 1          |
| Al Shabab Riyad       | 0           | 1          |

## Palmarès par pays
| Place | Pays            | Victoire(s)          | Finale(s)            |
| ----- | --------------- | -------------------- | -------------------- |
| 1     | Arabie saoudite | 3 (1997, 1998, 2000) | 3 (1999, 2001, 2002) |
| 2     | Corée du Sud    | 3 (1996, 2001, 2002) | 2 (1997, 1998)       |
| 3     | Japon           | 2 (1995, 1999)       | 2 (1996, 2000)       |
| 4     | thailande       | 0                    | 1 (1995)             |